# Любинская, Лилиана
Лилиана Любинская (пол. Liliana Lubińska); (14 октября 1904 ― 19 ноября 1990) ― польская учёная, невролог, известна благодаря своим исследованиям периферической нервной системы и открытию двунаправленного аксонного транспорта. Любинская и её муж Ежи Конорский основали отдел нейрофизиологии в Институте экспериментальной биологии имени М. Ненцкого (поль.) в 1946 году.

## Ранняя жизнь и образование
Любинская родилась в Лодзи в 1904 году. Детство провела в России и окончила четыре класса средней школы в Москве. В 1918 году она вместе с семьей переехала в Варшаву, а через год продолжила обучение в Филологической гимназии Профсоюза учителей польских средних школ. Интересовалась левыми движениями, участвовала в первомайских маршах и организовала группу самообразования, изучавшую рабочее движение. Сдав в 1923 году экзамены на аттестат зрелости за среднюю школу, поступила на биологический факультет Варшавского университета. Cпустя год перевелась в Парижский университет, чтобы продолжить свои исследования в области той же самой биологии. В 1927 году Любинская получила степень бакалавра по биохимии и физиологии, а также докторскую степень в 1932 году. Во время работы над докторской диссертацией Любинская работала вместе с Луи и Марселем Лапиком в их лаборатории физиологии, исследуя хронаксию и рефлексы. Её докторская диссертация была посвящена неитерационным рефлексам, и в итоге за неё она получила награду от Академии Парижа.
В 1933 году Вышла замуж за Ежи Конорского, своего коллегу-невролога.

## Карьера и научные исследования
После написания диссертации в Париже, Любинская начала свои независимые исследования в области влияния различных агентов на возбудимость нервно-мышечного препарата. Принимала участие в экспериментах Ежи Конорского и Стефана Миллера (поль.) над условными рефлексами в Институте экспериментальной биологии имени Ненцкого в Варшаве. Когда в 1939 году началась Вторая мировая война, она была вынуждена бежать, поскольку институт был разрушен после бомбардировок. Любинская и Конорский отчаянно пытались пересечь северную границу, чтобы в конечном итоге соединиться с братом Конорского, который находился в Англии. Однако строгий пограничный контроль заставил их остаться в Белостоке. Скоро страны Оси оккупировали всю восточную часть Польши, в том числе и Белосток, заставив семейную пару бежать на Кавказ. Там они работали над регенерацией периферических нервов в Институте экспериментальной медицины в Сухуми в 1940—1945-х годах.
После войны Любинская продолжила исследования в области периферической нервной системы. С 1945 года до выхода на пенсию в 1982 году, изучала нейронную структуру и нейрофизиологию, и в частности аксонный транспорт, и показала, что он может быть двунаправленным. За свою карьеру опубликовала около 80 научных статей и была одним из передовых исследователей в своей области.

## Награды и премии
- Иностранный член общества Леопольдины
- Почётный член Международной организации исследования мозга
- Премия Solange Coemme, Парижская медицинская академия
- Иностранный член Германской академии естествоиспытателей[2]
- Почётный член Польского физиологического общества[2]